# District de Bruxelles
Pour les articles homonymes, voir Bruxelles (homonymie).
1944–1945
Entités précédentes :
- Administration militaire de la Belgique et du Nord de la France

Entités suivantes :
- Belgique

Le District de Bruxelles (en allemand : Distrikt Brüssel ; en néerlandais : Distrikt Brussel) a été une éphémère subdivision administrative créée par l'Allemagne nazie en juillet 1944, subdivision qui ne vécut donc que quelques semaines. Il comprenait l'actuelle Région de Bruxelles-Capitale.

## Histoire
Après son invasion par l'Allemagne en juin 1940, la Belgique fut initialement placée "temporairement" sous un gouvernement militaire, même si des factions plus radicales au sein du gouvernement allemand comme les SS demandaient l'installation d'un autre gouvernement civil nazi comme il avait été fait en Norvège et aux Pays-Bas. Elle était unie avec les deux départements français du Nord et du Pas-de-Calais (inclus sur le motif qu'une  partie de ce territoire appartenait à la "Flandre germanique", ainsi que le fait que toute la région formait une unité économique intégrale.) en tant qu'Administration militaire de la Belgique et du Nord de la France (Militärverwaltung in Belgien und Nordfrankreich). 
En dépit de cette attitude intransigeante à ce moment, il fut décidé que la zone devrait un jour être assimilée au sein du Troisième Reich, et être divisée en trois nouveaux Reichsgaue d'un Grand Reich allemand : Flandern et Brabant pour les territoires flamands, et Wallonien pour les parties wallonnes. Le 12 juillet 1944, le Reichskommissariat Belgien-Nordfrankreich fut établi afin d'atteindre ce but, issu de la précédente administration militaire. Ce pas ne fut curieusement franchi qu'à la toute fin de la guerre, lorsque les armées allemandes s'étaient déjà pleinement retirées. Le nouveau gouvernement était déjà "ousted" par les avancées alliées en Europe de l'Ouest  en septembre 1944, et l'autorité du gouvernement belge en exil était restaurée. L'incorporation effective de ces provinces dans l'État nazi n'eurent donc lieu que de jure (du point de vue allemand, le territoire restant internationalement reconnu comme légalement belge), et avec leurs leaders déjà en exil en Allemagne. Les seuls endroits où un gain notable a été fait en rétablissant l'autorité du Reich eut lieu dans les parties du sud de la Wallonie pendant la campagne des Ardennes. Les collaborateurs réalisèrent simplement une victoire à la Pyrrhus puisque quand les chars alliés avaient roulé sur la Belgique plusieurs mois avant cela avait déjà signé la fin de leurs domaines personnels dans le Reich. Beaucoup de leurs partisans ont fui vers l'Allemagne où ils ont été enrôlés dans la Waffen-SS pour participer aux dernières campagnes militaires du Troisième Reich.
En décembre 1944, la Belgique (qui incluait également théoriquement les deux départements français) fut découpée en un Reichsgau Flandern, un Reichsgau Wallonien, et un Distrikt Brüssel, qui était tous nominalement annexés au Grand Reich allemand (excluant donc la province de Brabant qui avait été proposée). En Flandre, le parti DeVlag sous la direction de Jef van de Wiele devint le seul parti politique, de même que le Parti rexiste en Wallonie sous la direction de Léon Degrelle. La capitale bi-culturelle de Bruxelles demeura sous l'autorité directe du Reichskommissar Josef Grohé qui servait comme son Gauleiter effectif bien que n'en portant pas le titre. Elle fut proclamée "Ville libre du Reich", lui accordant donc le même statut qu'Hambourg, Berlin et Vienne, villes d'Allemagne nazie qui avaient aussi leur propre Gaue.